# Gare de Lissewege
La gare de Lissewege (en néerlandais : station Lissewege) est une gare ferroviaire belge de la ligne 51A, de Y Blauwe Toren à Zeebrugge-Strand, située à Lissewege, section de la ville de Bruges, dans la province de Flandre-Occidentale en Région flamande.
Elle est mise en service en 1908 par l'Administration des chemins de fer de l'État belge.
C'est un arrêt sans personnel de la Société nationale des chemins de fer belges (SNCB) desservi par des trains Omnibus (L) et Heure de pointe (P).

## Situation ferroviaire
Établie à 3 mètres d'altitude, la gare de Lissewege est située au point kilométrique (PK) 5,900 de la ligne 51A, de Y Blauwe Toren à Zeebrugge-Strand, entre les gares de Bruges et de Zwankendamme (fermée).

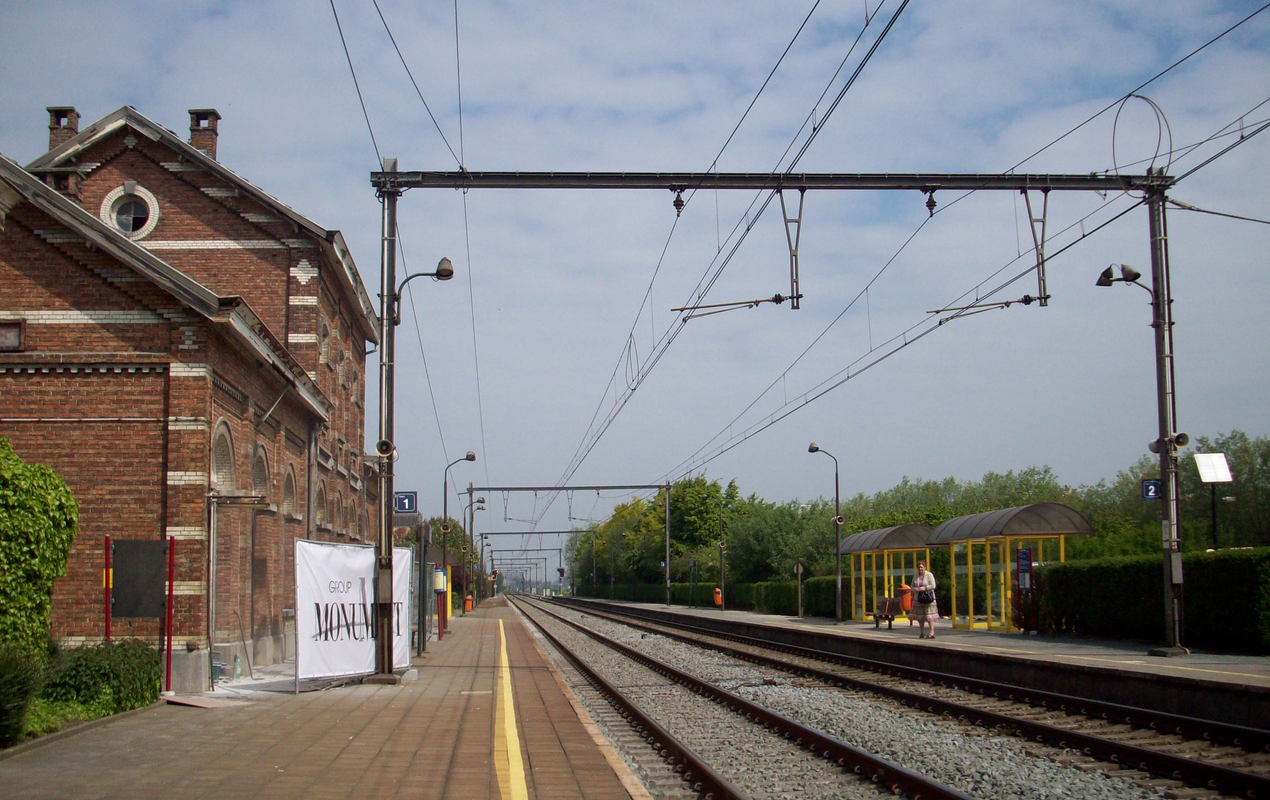
Intérieur de la gare

## Histoire

### La gare de Zuyenkerque
Une première gare appelée Lissewege fut construite sur la ligne 51 en 1863 près de Zuyenkerque et du hameau de Vierwege. En 1908, un arrêt plus proche de Lissewege fut créé sur la ligne 51A de Bruges à Zeebruges, construite deux ans plus tôt et qui continuait alors vers Knokke. L'ancien arrêt fut rebaptisé Zuyenkerque. Faute d'assez de voyageurs, il ferma en 1957 et le bâtiment de la gare fut démoli.

### La gare de Lissewege
Le nouvel arrêt de Lissewege eut directement le statut de gare et reçut un bâtiment ad hoc : une gare de plan type 1895, modèle standard à l'époque pour les petites et moyennes gares des Chemins de fer de l’État belge. Celle de Lissewege correspond à la variante la plus petite et la plus commune avec une aile de trois travées. En revanche, elle se distingue par sa façade de brique rouge de la brique blanche qui orne les pilastres, l'entourage des baies, la frise et plusieurs bandeaux décoratifs.
Depuis 1951, année de la construction d'une nouvelle ligne entre Dudzele et Duinbergen qui permet d’accéder à Knokke sans traverser le port de Zeebrugge et perturber la circulation maritime, les trains qui passent par Lissewege ont Zeebrugge comme terminus.

### XXIesiècle
Après la fermeture du guichet, le bâtiment fut conservé et il a récemment été réaffecté en galerie d'art. Les quais sont toujours utilisés par les voyageurs.

## Service des voyageurs

### Accueil
Halte SNCB, est un point d'arrêt non géré (PANG) à accès libre.

### Desserte
Lissewege est desservie des trains Omnibus (L) et d'Heure de pointe (P) de la SNCB. Les trains L changent de terminus durant les vacances tandis que les trains P ne circulent pas.
En semaine, les trains suivants s'arrêtent à Lissewege :
- des trains L entre Malines et Zeebrugge-Dorp (en semaine) ou Zeebrugge-Strand (durant les vacances) ;
- deux trains P entre Zeebrugge-Dorp et Bruges (un le matin et un l’après-midi) ;
- un train P entre Bruges et Zeebrugge-Dorp (l’après-midi).

Les week-ends et jours fériés, la desserte se résume à des trains L limités au trajet Gand-Saint-Pierre - Zeebrugge-Strand.

### Intermodalité
Deux parcs pour les vélos et un parking pour les véhicules y sont aménagés.

## Comptage voyageurs
Le graphique et le tableau montrent le nombre de passagers qui en moyenne embarquent durant la semaine, le samedi et le dimanche.
| Nombre de voyageurs qui embarquent à la gare de Lissewege | Nombre de voyageurs qui embarquent à la gare de Lissewege | Nombre de voyageurs qui embarquent à la gare de Lissewege | Nombre de voyageurs qui embarquent à la gare de Lissewege |
|                                                           | Semaine                                                   | Samedi                                                    | Dimanche                                                  |
| --------------------------------------------------------- | --------------------------------------------------------- | --------------------------------------------------------- | --------------------------------------------------------- |
| 1977                                                      | 174                                                       | 54                                                        | 45                                                        |
| 1978                                                      | 251                                                       | 88                                                        | 54                                                        |
| 1979                                                      | 281                                                       | 97                                                        | 63                                                        |
| 1980                                                      | 300                                                       | 105                                                       | 114                                                       |
| 1981                                                      | 273                                                       | 99                                                        | 39                                                        |
| 1982                                                      | 187                                                       | 54                                                        | 31                                                        |
| 1983                                                      | 239                                                       | 50                                                        | 61                                                        |
| 1984                                                      | 166                                                       | 47                                                        | 62                                                        |
| 1985                                                      | 195                                                       | 106                                                       | 52                                                        |
| 1986                                                      | 196                                                       | 60                                                        | 49                                                        |
| 1987                                                      | 167                                                       | 61                                                        | 61                                                        |
| 1988                                                      | 184                                                       | 51                                                        | 36                                                        |
| 1989                                                      | 205                                                       | 50                                                        | 49                                                        |
| 1990                                                      | 162                                                       | 50                                                        | 46                                                        |
| 1991                                                      | 167                                                       | 48                                                        | 41                                                        |
| 1992                                                      | 169                                                       | 47                                                        | 36                                                        |
| 1993                                                      | 133                                                       | 41                                                        | 49                                                        |
| 1994                                                      | 148                                                       | 33                                                        | 24                                                        |
| 1995                                                      | 91                                                        | 29                                                        | 27                                                        |
| 1996                                                      | 143                                                       | 46                                                        | 21                                                        |
| 1997                                                      | 117                                                       | 25                                                        | 33                                                        |
| 1998                                                      | 102                                                       | 31                                                        | 31                                                        |
| 1999                                                      | 113                                                       | 28                                                        | 20                                                        |
| 2000                                                      | 109                                                       | 30                                                        | 32                                                        |
| 2001                                                      | 119                                                       | 26                                                        | 26                                                        |
| 2002                                                      | 123                                                       | 24                                                        | 28                                                        |
| 2003                                                      | 120                                                       | 37                                                        | 28                                                        |
| 2004                                                      | 127                                                       | 28                                                        | 18                                                        |
| 2005                                                      | 126                                                       | 38                                                        | 31                                                        |
| 2006                                                      | 149                                                       | 30                                                        | 32                                                        |
| 2007                                                      | 126                                                       | 42                                                        | 32                                                        |
| 2008                                                      | -                                                         | -                                                         | -                                                         |
| 2009                                                      | 146                                                       | 50                                                        | 45                                                        |
| 2010                                                      | -                                                         | -                                                         | -                                                         |
| 2011                                                      | -                                                         | -                                                         | -                                                         |
| 2012                                                      | 175                                                       | 38                                                        | 39                                                        |
| 2013                                                      | 129                                                       | 37                                                        | 35                                                        |
| 2014                                                      | 117                                                       | 29                                                        | 32                                                        |
| 2015                                                      | 185                                                       | 52                                                        | 29                                                        |
| 2016                                                      | 148                                                       | 44                                                        | 28                                                        |
| 2017                                                      | 188                                                       | 36                                                        | 42                                                        |
| 2018                                                      | 188                                                       | 39                                                        | 41                                                        |
| 2019                                                      | 207                                                       | 30                                                        | 51                                                        |
| 2020                                                      | 130                                                       | 49                                                        | 42                                                        |
| 2021                                                      | -                                                         | -                                                         | -                                                         |
| 2022                                                      | 165                                                       | 70                                                        | 78                                                        |
| 2023                                                      | 166                                                       | 65                                                        | 69                                                        |
| 2024                                                      | 182                                                       | 64                                                        | 74                                                        |

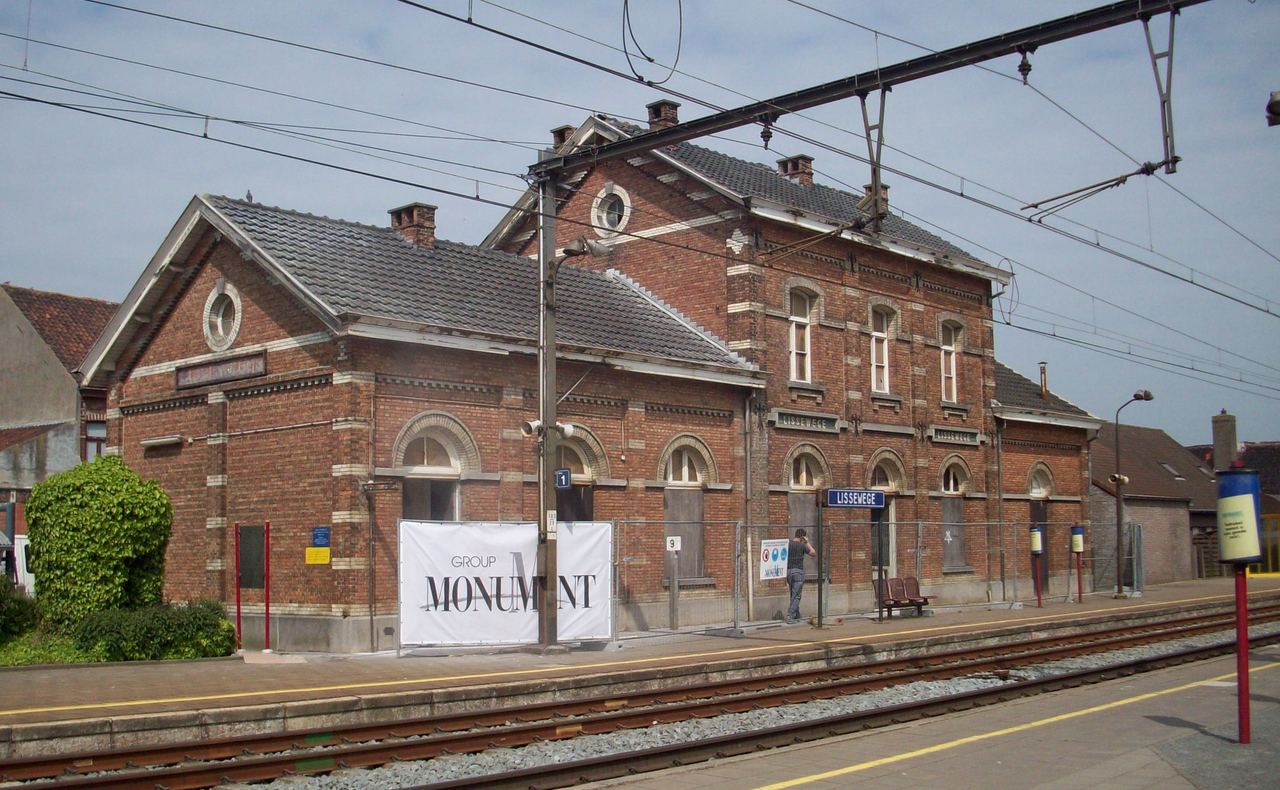
Ancien bâtiment en travaux
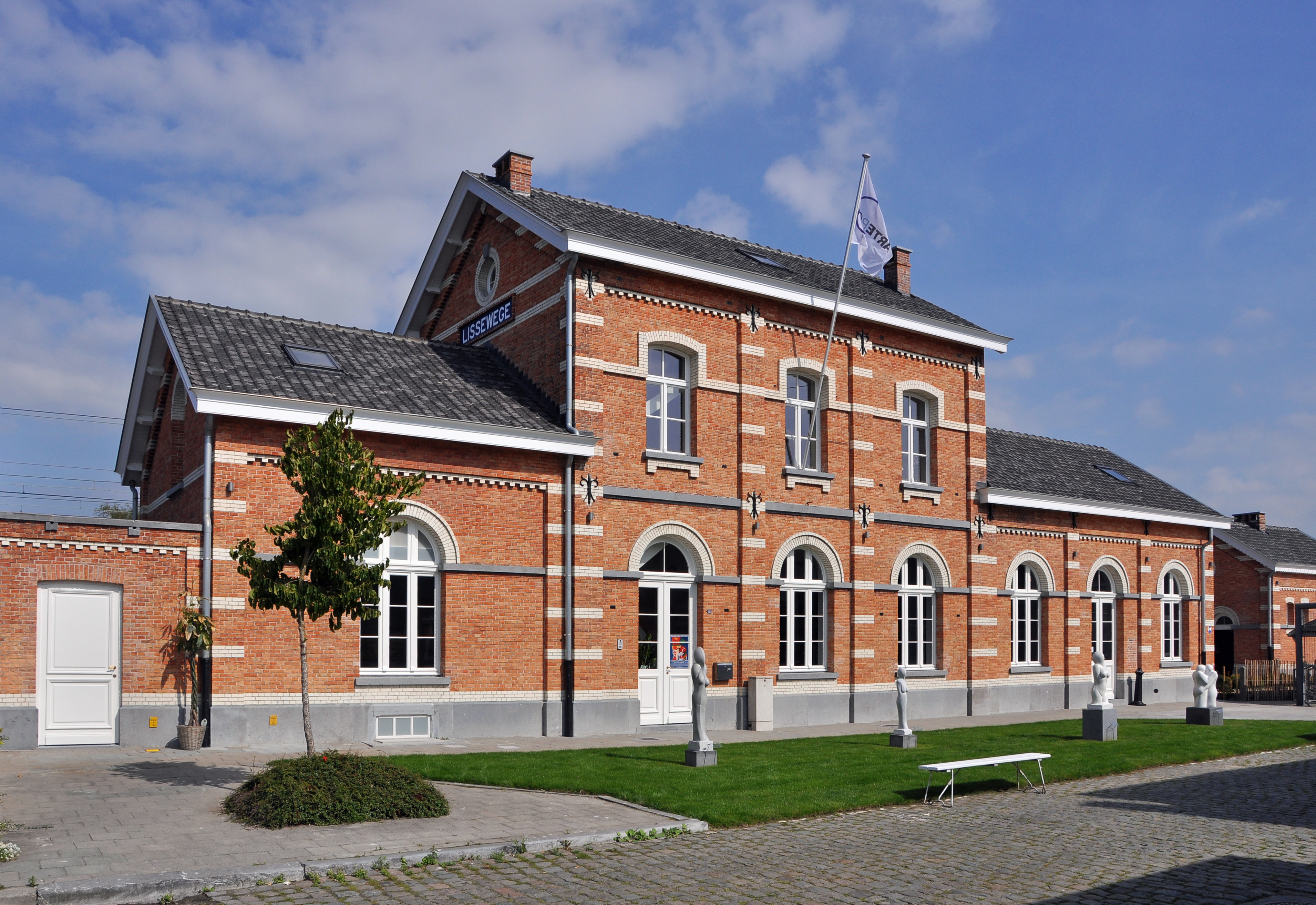
Ancien bâtiment après rénovation
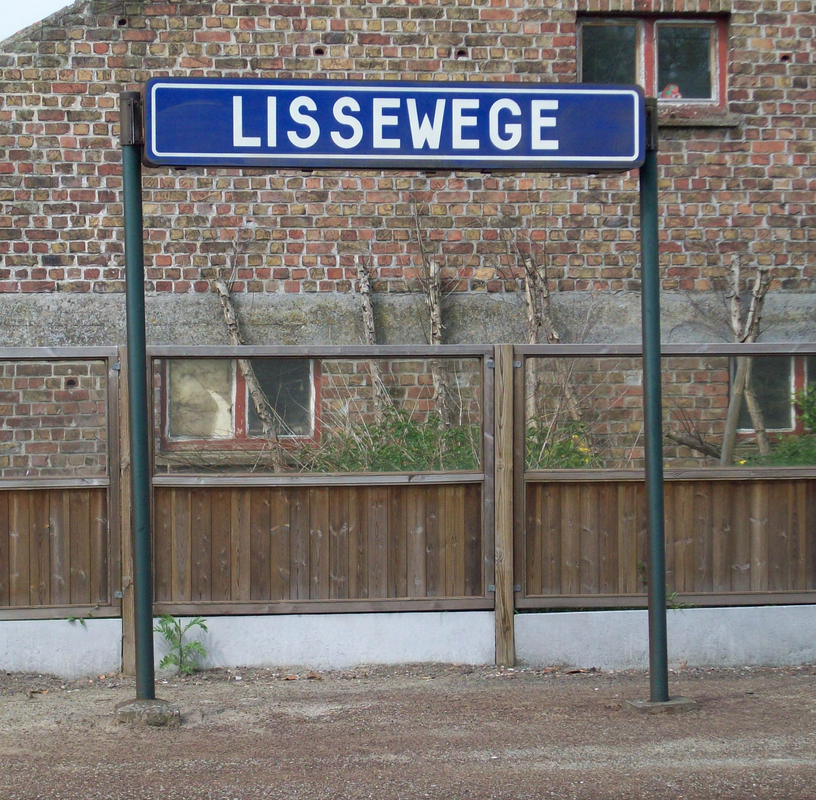
Panneau de quai
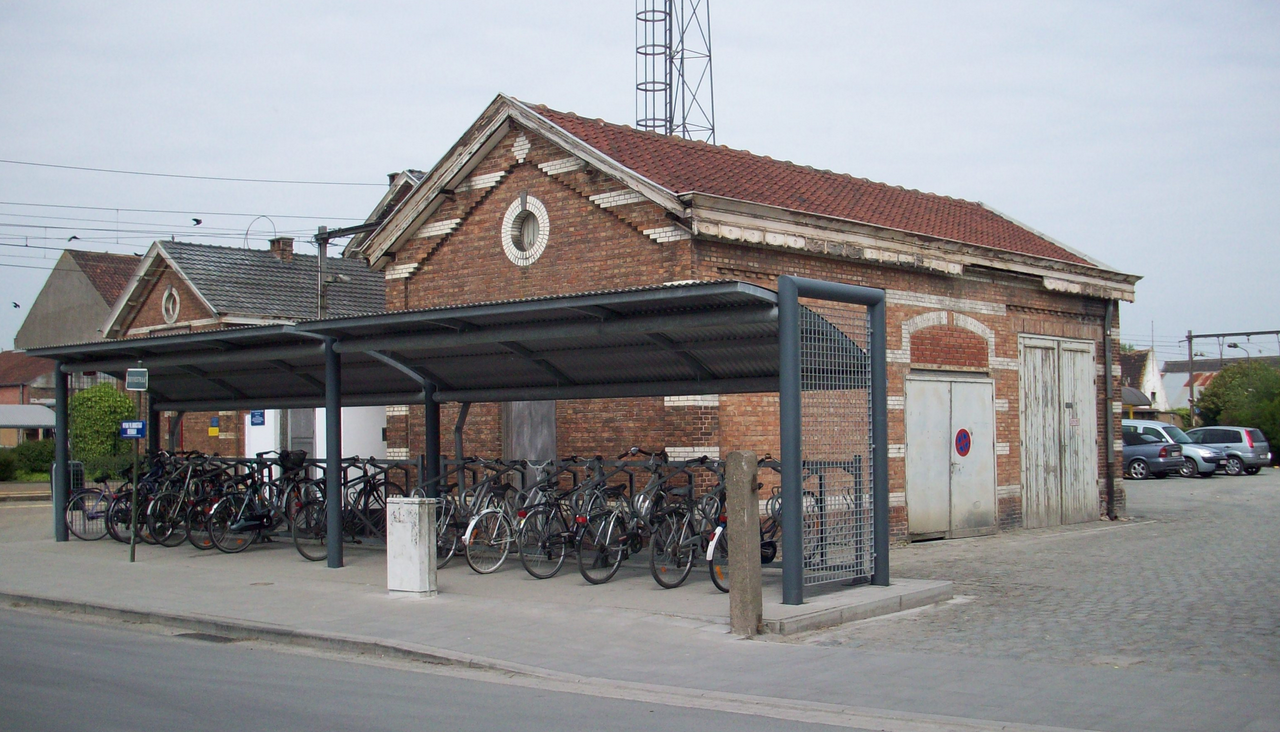
L'un des parcs à vélos